# Ann-Sofi Söderqvist
Ann-Sofi Söderqvist (* 28. Dezember 1956 in Stockholm) ist eine schwedische Jazzmusikerin (Trompete, Flügelhorn), die vor allem als Komponistin hervorgetreten ist.

## Leben und Wirken
Söderqvist erlernte im Alter von neun Jahren in der Städtischen Musikschule Kornett; im Blasorchester der Schule wurde ihr Interesse für den Jazz geweckt. 1977/78 absolvierte sie das Musikprogramm der Volkshochschule Birkagärden. Von 1978 bis 1984 spielte sie in der Salsaband Hot Salsa; 1979 lernte sie den Pianisten Stefan Forssén kennen und gehörte bis 1985 dessen Sextett Änglaspel an, mit dem sie intensiv auf Tournee ging. Als die Band von Concerts Sweden 1982 als „Jazzgruppe des Jahres“ ausgezeichnet wurde, nahm sie ein Album auf. Dann gehörte Söderqvist 13 Jahre lang der Bigband Stora Stygga an, die unter Leitung von Mats Holmquist auf dem North Sea Jazz Festival, dem Pori Jazz Festival und dem Stockholm Jazz & Blues Festival auftrat und mehrere Alben vorlegte.
Von 1985 bis 1989 studierte sie an der Königlichen Schwedischen Musikakademie bei Claes Strömblad und Bengt-Arne Wallin. Sie leitete eigene Gruppen, zuletzt ihre Bigband Ann Söderqvist Jazz Orchestra, mit der sie bis 2017 drei Alben veröffentlichte. Sie gründete aber auch mit Christina Dahl ein Quintett und arbeitete zudem mit diversen schwedischen Bigbands wie denen von Bernt Rosengren und Gugge Hedrenius, der Norrbotten Big Band, der Bohuslän Big Band oder der Ahmadu Jarr Highlife Band zusammen. Bei der Jazz Baltica 2016 leitete sie ein internationales All-Star-Frauenensemble. Auch nahm sie mit Jan Wallgren, mit Maria Kvist und mit Lina Nyberg auf und unterstützte Björn J:son Lindh, Peter LeMarc, Peter Gullin, Cyndee Peter sowie Imperiet, Ladies & Gentlemen, Blue Cluster, Shine, Clues & Q:s.
Söderqvist lehrt seit 2006 als Adjunkt an der Königlichen Musikakademie Komposition, Arrangement und Ensembleleitung. 2009 wurde sie als musikalische Leiterin des internationalen Kompositionswettbewerbs Jazzverk berufen. 2014 leitete sie das European Jazz Orchestra.

## Preise und Auszeichnungen
Söderqvist erhielt 1985 ein Stipendium der Stadt Stockholm und wurde 1988 mit dem Casper-Preis der Zeitung Dagens Nyheter ausgezeichnet. 2008 erhielt sie eine Jazzkannan und 2010 den Jan Johansson Award. 2011 wurde sie von Jazzkatten als Komponist des Jahres geehrt. 2013 wurde sie mit der Medaille der Schwedischen Musikakademie ausgezeichnet, 2019 mit dem Lars-Gullin-Preis.

## Diskographische Hinweise
- Ann-Sofi Söderqvist/Christina Nielsen Heartflower (1997)
- Ann-Sofi Söderqvist/Jan Levander/Joakim Milder Composer's Big Fun (2005)[5]
- Ann-Sofi Söderqvist/Norrbotten Big Band Grains (2007)
- Ann-Sofi Söderqvist Jazzorchestra Move. Live at Fasching & Bangen (2017)